# Paola Pitti
Paola Pitti, nome d'arte di Paola Piretti (Bologna, 17 aprile 1947), è un'attrice e modella italiana.
È conosciuta principalmente come interprete, specialmente negli anni 70 del XX secolo, di fotoromanzi per la casa editrice Lancio. Ha avuto anche alcune esperienze cinematografiche.

## Biografia
Di padre emiliano e di madre originaria dell'Albania, ha un fratello, Antonio detto Tony, e una sorella, Caterina (in arte Katiuscia), anch'essi attori di fotoromanzi.
Ha debuttato come modella per la pubblicità iniziando a interpretare fotoromanzi all'età di diciotto anni. Giunta alla Lancio, ha debuttato girando una storia, Tu sei l'unico al mondo con Luciano Francioli, pubblicata nel numero dell'agosto 1965 di Charme. Ha poi implementato la sua partecipazione a romanzi della summenzionata casa editrice verso il finire del decennio, per arrivare a essere poi negli anni 70 una delle principali interpreti della scuderia Lancio insieme a Michela Roc, Adriana Rame e Claudia Rivelli; ha tra l'altro interpretato la storia Diabolico fascino con Thea Fleming, Gianni Gori e Bruno Tocci, pubblicata nel numero del settembre 1971 di Charme.
È rimasta con la Lancio fino al 1977, interpretando 360 fotoromanzi di cui 344 da protagonista. È poi passata a lavorare per altre case di produzione del settore prima di sposarsi ed avere un figlio; il suo ultimo fotoromanzo interpretato è stato E negli occhi un mare di stelle, girato per la rivista Sogno.
Per il cinema ha lavorato in alcune pellicole con ruoli minori, in alcuni figura come comparsa non accreditata.

## Filmografia
- I terribili sette (1963)
- La rivolta dei pretoriani (1964)
- Maciste e la regina di Samar (1964)
- La rivolta dei sette (1964)
- Oltraggio al pudore (1964)
- Soldati e caporali (1965)
- A suon di lupara (1968)